# Еспресо-машина

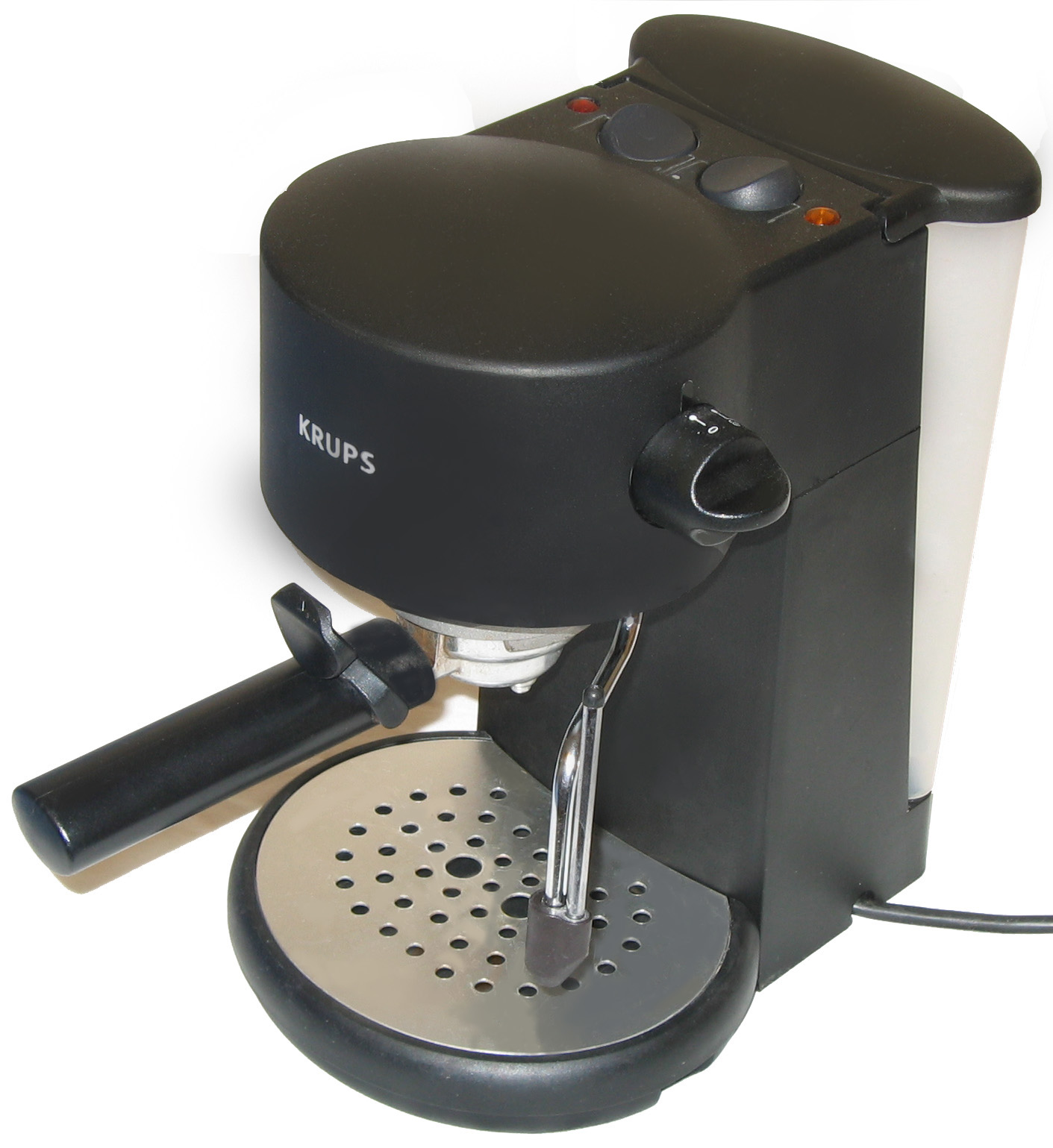
Типова еспресо-машина

Еспре́со-маши́на використовується для виготовлення традиційного італійського кавового напою еспресо.
Еспресо-машина варить каву, пропускаючи під тиском воду, близьку до точки кипіння, через «шайбу» меленої кави та фільтр, щоб отримати густу концентровану каву, яка називається еспресо. Загалом, еспресо виготовляють таким чином: гаряча вода температурою 90 °C (200 °F) під високим тиском, в ідеалі 9 бар чи більше, проходить через шар спресованої меленої кави (7—10 гр.).
Для виробництва еспресо було створено кілька конструкцій машин. Деякі машини мають деякі спільні елементи, такі як головка групи та портафільтр. Еспресо-машина також може мати парову трубку, яка використовується для приготування на пару та спінювання рідин (наприклад, молока) для кавових напоїв, таких як капучино та кава-латте.
Еспресо-машини можуть бути з паровим, поршневим, насосним або пневматичним насосом. Машини також можуть бути ручними або автоматичними.
Перша еспресо-машина була створена в 1822 році французом Луї Бернаром Рабо. 
У 1855 році інший француз, Едуард Лойсель де Санте, представив на Всесвітній виставці кав'ярню-експрес, здатний приготувати 2000 чашок кави за 1 годину. 
У 1933 році італієць угорського походження Франческо Іллі винайшов першу автоматичну кавоварку, яка замінювала пару водою під тиском. Illetta стала попередницею сьогоднішньої еспресо-машини.

## Зноски
1. ↑  Formichelli, Linda; Villanueva, Melissa (10 вересня 2019). Starting & Running a Coffee Shop: Brew Success with Proven Strategies for Every Aspect of Your Espresso Startup (англ.). Dorling Kindersley Limited. ISBN 978-0-241-88863-6.
2. ↑  Price, Mark (14 липня 2016). The Food Lover's Handbook (англ.). Random House. ISBN 978-1-4735-2865-9.
3. ↑  Hansen, Kristine; Arndorfer, Travis (5 вересня 2006). The Complete Idiot's Guide to Coffee and Tea: The Perfect Companion to Your Daily Pick-Me-Up! (англ.). Penguin. ISBN 978-1-4406-2601-2.
4. ↑  Davids, Kenneth (15 жовтня 2013). Espresso: Ultimate Coffee, Second Edition (англ.). St. Martin's Publishing Group. ISBN 978-1-4668-5477-2.